# Sevilla
Sevilla [seˈβiʎa] este capitala regiunii autonome Andaluzia și a provinciei Sevilla din Spania. Este al patrulea oraș ca mărime din Spania după Madrid, Barcelona și Valencia și al 31-lea oraș din UE cu o populație de aproape 689.434 de locuitori în orașul proporiu-zis și peste 1.535.379 în zona metropolitană în anul 2016. După o legendă, orașul a fost fondat de eroul grec Heracle. Locuitorii se numesc sevillanos.

## Geografie

### Localizare geografică
Sevilla este situată în partea de sud-vest a peninsulei Iberice, pe malurile fluviului Guadalquivir, într-o câmpie largă și fertilă la 6 m deasupra nivelului mării.
Guadalquivir este navigabil până la portul din Sevilla, estuarul la Sanlúcar de Barrameda este la depărtare de 80 km. Fluviul formează granița naturală pe partea sa stânga, în partea de est a țărmului se află centrul orașului; în partea opusă se află suburbia Triana.
Comunitățile din jur sunt (la nord) Santiponce, La Algaba, La Rinconada, (la est) Alcalá de Guadaíra, (în sud) Dos Hermanas și Gelves de cealaltă parte a răului, și (la vest) San Juan de Aznalfarache, Tomares și Camas.

### Clima
| Date climatice pentru Seville (1981-2010)                                | Date climatice pentru Seville (1981-2010) | Date climatice pentru Seville (1981-2010) | Date climatice pentru Seville (1981-2010) | Date climatice pentru Seville (1981-2010) | Date climatice pentru Seville (1981-2010) | Date climatice pentru Seville (1981-2010) | Date climatice pentru Seville (1981-2010) | Date climatice pentru Seville (1981-2010) | Date climatice pentru Seville (1981-2010) | Date climatice pentru Seville (1981-2010) | Date climatice pentru Seville (1981-2010) | Date climatice pentru Seville (1981-2010) | Date climatice pentru Seville (1981-2010) |
| Luna                                                                     | Ian                                       | Feb                                       | Mar                                       | Apr                                       | Mai                                       | Iun                                       | Iul                                       | Aug                                       | Sep                                       | Oct                                       | Nov                                       | Dec                                       | Anual                                     |
| ------------------------------------------------------------------------ | ----------------------------------------- | ----------------------------------------- | ----------------------------------------- | ----------------------------------------- | ----------------------------------------- | ----------------------------------------- | ----------------------------------------- | ----------------------------------------- | ----------------------------------------- | ----------------------------------------- | ----------------------------------------- | ----------------------------------------- | ----------------------------------------- |
| Maxima medie °C (°F)                                                     | 16.0 (60,8)                               | 18.1 (64,6)                               | 21.9 (71,4)                               | 23.4 (74,1)                               | 27.2 (81)                                 | 32.2 (90)                                 | 36.0 (96,8)                               | 35.5 (95,9)                               | 31.7 (89,1)                               | 26.0 (78,8)                               | 20.2 (68,4)                               | 16.6 (61,9)                               | 25,4 (77,7)                               |
| Media zilnică °C (°F)                                                    | 10.9 (51,6)                               | 12.5 (54,5)                               | 15.6 (60,1)                               | 17.3 (63,1)                               | 20.7 (69,3)                               | 25.1 (77,2)                               | 28.2 (82,8)                               | 27.9 (82,2)                               | 25.0 (77)                                 | 20.2 (68,4)                               | 15.1 (59,2)                               | 11.9 (53,4)                               | 19,2 (66,6)                               |
| Minima medie °C (°F)                                                     | 5.7 (42,3)                                | 7.0 (44,6)                                | 9.2 (48,6)                                | 11.1 (52)                                 | 14.2 (57,6)                               | 18.0 (64,4)                               | 20.3 (68,5)                               | 20.4 (68,7)                               | 18.2 (64,8)                               | 14.4 (57,9)                               | 10.0 (50)                                 | 7.3 (45,1)                                | 13,0 (55,4)                               |
| Minima istorică °C (°F)                                                  | −4.4 (24,1)                               | −5.5 (22,1)                               | −2 (28,4)                                 | 1 (34)                                    | 4 (39)                                    | 8.4 (47,1)                                | 11.4 (52,5)                               | 12 (54)                                   | 8.6 (47,5)                                | 2 (36)                                    | −1.4 (29,5)                               | −4.8 (23,4)                               | −5,5 (22,1)                               |
| Precipitații mm (inches)                                                 | 66 (2.6)                                  | 50 (1.97)                                 | 36 (1.42)                                 | 54 (2.13)                                 | 31 (1.22)                                 | 10 (0.39)                                 | 2 (0.08)                                  | 5 (0.2)                                   | 27 (1.06)                                 | 68 (2.68)                                 | 91 (3.58)                                 | 99 (3.9)                                  | 539 (21,22)                               |
| Nr. de zile cu precipitații (≥ 1 mm)                                     | 8                                         | 7                                         | 6                                         | 8                                         | 6                                         | 2                                         | 0                                         | 1                                         | 3                                         | 8                                         | 8                                         | 9                                         | 66                                        |
| Ore însorite                                                             | 183                                       | 189                                       | 220                                       | 238                                       | 293                                       | 317                                       | 354                                       | 328                                       | 244                                       | 217                                       | 181                                       | 154                                       | 2.918                                     |
| Sursă: World Meteorological Organization Agencia Estatal de Meteorología |                                           |                                           |                                           |                                           |                                           |                                           |                                           |                                           |                                           |                                           |                                           |                                           |                                           |

### Flora
Temperaturile sunt tot timpul anului destul de ridicate și râul Guadalquivir are suficientă apă. Domină palmierul Phoenix precum și numeroase parcuri de foaioase subtropicale și tropicale, precum arbori de cauciuc, magnolii, măslini, portocali amari. În plus sunt numeroase flori subtropicale și tropicale, precum leandri, Bougainvillea și glycine.

## Istoric
Sevilla a fost la început un oraș iberic, prosperând sub romani. Sub vizigoți a fost cel mai important oraș din sudul Spaniei, ajungând în 711 d.Hr. sub stăpânirea arabilor până in secolul al XIII-lea, când este ocupat de spanioli. În 1492 devine cel mai important centru de comerț cu coloniile din America de Sud și Centrală. În perioada napoleoniană, orașul a fost ocupat de francezi.

## Cultura si obiective turistice
Sevilla este considerată centrul artistic, cultural, financiar, economic și social al sudului Spaniei.
Interesante sunt numeroasele obiective turistice (monumente, parcuri, grădini, biserici etc.). Printre monumentele cele mai faimoase se numără Giralda (Clopotul Catedralei) și Turnul de Aur. Cartierul Triana este unul dintre cele mai cunoscute cartiere ale Seviliei.
Catedrala din Sevilla, palatul Alcázar (Real Alcázar de Sevilla) și „Archivo General de Indias” din Sevillia au fost înscrise în anul 1987 pe lista patrimoniului cultural mondial UNESCO.
Printre punctele principale de atracție se mai află: cartierul („barrio“) Santa Cruz, Tribunalul Antic (vechi), Plaza de España (Piața Spaniei), Iglesia del Salvador (Biserica El Salvador), Biserica Sfânta Maria Magdalena (Iglesia de Santa María Magdalena), Iglesia de Santa Ana (biserica Sf. Ana, în cartierul Triana), Plaza de toros de la Real Maestranza de Caballería de Sevilla (Piața de Toros, cea de a doua incintă de coridă din lume, ca mărime, după cea din Mexic), Plaza de América (Piața America), Palacio de las Dueñas (Palatul de las Dueñas), Casa de Pilatos și Alameda de Hercules (Grădinile lui Hercules).
Acțiunea a 4 renumite opere se petrec în acest oraș:
- "Don Giovanni" (de Mozart)
- "Nunta lui Figaro" (Mozart)
- "Bărbierul din Sevilla" (Rossini)
- "Carmen" (Bizet)

## Personalități
- Împărații romani Traian și Hadrian;
- Sf. Isidor din Sevilla, episcop, învățător al Bisericii;
- Fernando de Herrera (1534 – 1597), poet;
- Mateo Alemán (1547 – 1613), scriitor;
- Diego Rodríguez de Silva y Velázquez (1599 – 1660), pictor;
- Bartolomé Esteban Murillo (1618 – 1682), pictor baroc;
- Alberto Lista (1775 – 1848), matematician, poet, scriitor;
- Manuel Cabral Aguado-Bejarano (1827 - 1891), pictor;
- Gustavo Adolfo Bécquer (1836 – 1870), poet;
- José Jiménez Aranda (1837 - 1903), pictor;
- Luis Jiménez Aranda (1845 - 1928), pictor, fratele lui José Jiménez Aranda;
- Vicente Aleixandre (1898 – 1984), poet;
- Luis Cernuda (1902 – 1963), scriitor, poet;
- Estrellita Castro (1908 – 1983), artistă
- Felipe González (n. 1942), prim-ministrul Spaniei între anii 1982-1996;
- Juan Ramón López Caro (n. 1963), antrenor de fotbal;
- Luis Medina Cantalejo (n. 1964), arbitru de fotbal;
- Vicente Amigo (n. 1967), ghitarist-flamenco;
- Olga Carmona (n. 2000), fotbalistă.